# گوشه (موسیقی)
در تئوری موسیقی ایرانی، ردیف مجموعه‌ای از آهنگ‌ها و نغمات موسیقی است، و به هر یک از این آهنگ‌ها یک گوشه گفته می‌شود. هر گوشه جزئی از یک یا چند دستگاه یا آواز دانسته می‌شود. از گوشه‌ها برای خلق قطعه‌های موسیقی استفاده می‌شود؛ گوشه‌ها معمولاً به شکلی ثابت برای آموزش ردیف به کار می‌روند اما در زمان اجرا می‌توانند سوژهٔ بداهه‌نوازی و خلق آهنگ‌های جدید باشند.
مفهوم گوشه در موسیقی ایرانی همواره ثابت نبوده و به خصوص در نتیجهٔ تحول مقام به دستگاه مفهوم آن تغییر کرده‌است. تعداد گوشه‌ها هم در ردیف‌های مختلف تفاوت دارد چنان‌که مثلاً در ردیف میرزا عبدالله ۲۵۰ گوشه برشمرده شده‌است، اما در ردیف آوازی محمود کریمی تنها ۱۴۵ گوشه آمده‌است. نام گوشه‌ها می‌تواند نمایانگر مقامی باشد که گوشه از آن مشتق شده، یا ارتباط گوشه با گوشه‌های دیگر را نشان دهد. با این حال، برخی گوشه‌های دستگاه‌های مختلف که نام مشابه یا نزدیک دارند ارتباط چندانی به هم ندارند. کارکرد گوشه‌ها نیز با هم تفاوت دارد؛ برخی گوشه‌ها به دلیل اهمیت و کاربرد بیشترشان «شاه‌گوشه» نامیده می‌شوند، و تعدادی از گوشه‌ها به جهت این که امکان پرده‌گردانی به دستگاه‌های دیگر را فراهم می‌کنند حائز اهمیت هستند.

## تاریخچه

### مفهوم گوشه
تا پیش از آن که موسیقی ایران و دیگر کشورهای اسلامی مسیرشان از هم جدا شود، موسیقی در تمام این نقاط بر اساس مقام‌ها توضیح و آموزش داده می‌شد. به دوازده مقام اصلی موسیقی ایرانی در متون مختلف با لفظ «پرده» اشاره می‌شد. این‌طور به نظر می‌آید که از بعد از مغول از لفظ «گوشه» هم برای اشاره به مقام استفاده می‌شد.
در موسیقی قدیم ایران، علاوه بر دوازده مقام اصلی و شش آواز، بیست و چهار «شعبه» وجود داشته که در برخی متون به آن‌ها نیز «گوشه» می‌گفته‌اند. بعد از جدایی موسیقی ایرانی از موسیقی عربی و ترکی (یا مجموعاً، موسیقی عثمانی) و تحول مقام به دستگاه، برخی از دستگاه‌ها (نظیر سه‌گاه، چهارگاه، راست پنج‌گاه، و همایون) نامشان را از همین گوشه‌ها گرفتند و مفهوم گوشه نیز تغییر کرد.
شروع جدایی موسیقی ایران از عثمانی احتمالاً به دورهٔ تیموریان بر می‌گردد. در قرن سیزدهم و چهاردهم میلادی (مصادف با حکومت ایلخانیان و تیموریان در ایران)، در موسیقی شرق آناتولی مفهوم مقام رشد پیدا کرد و این موسیقی، با آنچه در ایران و هرات (افغانستان امروزی) نواخته می‌شده تفاوت پیدا کرد. از دید رافائل کیزوتر، هم‌زمان با این تحولات موسیقی‌دانان ایران به واسطهٔ ارتباطشان با غرب تصمیم به تغییر اساسی در تئوری موسیقی خود گرفتند و تنها نام دوازده مقام و شش آواز اصلی را نگاه داشتند و برای تمام مفاهیم دیگر نام‌های فارسی ساختند تا جایگزین نام‌های عربی کنند. یکی از نتایج این تحولات، پیدایش دستگاه‌های موسیقی (به عنوان نوع جدیدی از تقسیم‌بندی ملودهای موسیقی ایرانی) و نتیجهٔ دیگر آن، شکل‌گیری ردیف بود. از دید والتر فلدمن، محقق برجستهٔ موسیقی عثمانی، زمانی که موسیقی ترکیه مشغول تمرکز بر اصول موسیقی (از طریق گسترش مقام‌ها) بود، هم‌زمان موسیقی ایرانی به سمت قالبی شدن رفت (به معنای تمرکز روی قالب موسیقایی)؛ سهم موسیقی آوازی از سازی در ایران بیشتر شد؛ و مقام‌های موسیقی (و متعاقب آن، دستگاه‌ها) به قطعات کوچکتری تقسیم یافتند که می‌شد هر کدام را جداگانه تعلیم داد (شکل‌گیری ردیف موسیقی ایرانی). در مقابل برخی محققان دیگر شکل‌گیری ردیف در ایران را با نفوذ فرهنگ غرب که در دورهٔ قاجاریه شدت گرفت مرتبط می‌دادند.

### نقش در موسیقی دستگاهی
واژه «دستگاه» به احتمال زیاد از زمان سلسله قاجاریه در موسیقی ایرانی معمول شده‌است. این کلمه که در حقیقت جایگزین واژه «مقام» گردیده، خود از دو کلمه «دست» و «گاه» ترکیب یافته‌است. در موسیقی قدیم ایران، «گاه» به معنای پرده ساز بوده‌است؛ بنابراین دستگاه یعنی چگونگی قرار گرفتن انگشتان دست بر روی پرده‌های ساز که در هر مقامی شکل خاص خود را دارد. در موسیقی دستگاهی ایران، هر دستگاه شامل چند «گوشه» است که از پائین به بالا (از محدوده صدای بم به سمت محدوده صدای زیر)، پشت سر هم چیده می‌شوند. گوشه‌ای که وسعت صوتی‌اش از همه پائین‌تر (بم تر) است معمولاً به عنوان اولین گوشه قرار می‌گیرد و «درآمد» نامیده می‌شود. گوشه‌های دیگر هر کدام به ترتیب محدوده صوتی، در دنبالهٔ درآمد قرار میگرند و به ترتیب ردیف می‌شوند. گوشه‌های هر ردیف بنا به ذوق و سلیقه استادان موسیقی دستگاهی ایران جمع‌آوری گردیده‌اند که حاصل آن ردیف‌های مختلف است نظیر ردیف میرزا عبدالله، ردیف میرزا حسینقلی، ردیف ابوالحسن صبا و غیره. از این میان ردیف میرزا عبدالله مهم‌ترین ردیف دانسته می‌شود، چرا که میرزا عبدالله با تعلیم آن به شاگردان زیادی که داشت توانست میراث هنری دوران قبل از قاجار را تا به امروز زنده نگاه دارد.

## ساختار

### کالبدشناسی
ساختار گوشه‌ها با استفاده از چند پارامتر تعریف می‌شود: درجات، مسیر، و ضرب‌آهنگ. درجاتی که برای تشریح ساختار گوشه‌ها به کار می‌روند عبارتند از نت ایست و نت شاهد، و گاهی نت متغیر و نت آغاز. برخی از گوشه‌ها ضرب‌آهنگ مشخصی هم دارند، مثلاً گوشهٔ زنگوله بابت داشتن الگوی ریتمیک سه چهارم (با نماد 3
4) شناخته می‌شود.
برای برخی گوشه‌ها مسیری هم تعریف می‌شود. این مسیر می‌تواند راجع به ساختار گوشه باشد (مثلاً مشخص می‌شود که گوشه از چه درجه‌ای شروع می‌شود، تا کدام درجه اوج می‌گیرد، و نهایتاً در کدام درجه ختم می‌شود) یا راجع به رابطه‌اش به گوشه‌های دیگر (مثلاً بعد از آنچه گوشه‌ای معمولاً اجرا می‌شود). برای مثال، گوشه‌هایی که با نام «درآمد» شناخته می‌شوند، معمولاً از درجهٔ اول (نت پایه) دستگاه شروع می‌شوند و معمولاً پیش از هر گوشهٔ دیگری اجرا می‌شوند. در مثالی دیگر، گوشهٔ زیرکشِ سلمک در دستگاه شور تقریباً همیشه با گوشهٔ سلمک دنبال می‌شود.
تعریف مسیر برای گوشه‌ها، در تئوری موسیقی مبتنی بر مقام هم به کار رفته‌است و مختص موسیقی دستگاهی نیست. برای مثال، در موسیقی عربی گاهی مقام حجاز گاهی چنین تعریف می‌شده‌است: شروع از سل، سپس فرود از طریق فا دیز تا ر، و توقف روی نت ر. تعریف مسیر برای گوشه‌ها به شکلی مشابه در موسیقی ترکی نیز وجود داشته‌است، از جمله در آثار رئوف یکتا بی.
بیشتر گوشه‌ها فقط روی چهار تا پنج نت از کل درجات یک دستگاه استوار می‌شوند؛ مثلاً گوشه‌ای که در دانگ پایین یک دستگاه قرار دارد ندرتاً به دانگ بالاتر می‌رود.
- داریوش طلایی اجزای یک گوشه را شامل بخش‌های زیر می‌داند:[۱۹]

1. آغازین: معمولاً عبارتی کوتاه و با ریتم خاص است.
2. معرف: مهم‌ترین بخش گوشه است که شامل ملودی خاص یا دیگر ویژگی‌های منحصر به فردی است که آن گوشه را از دیگر گوشه‌ها متمایز می‌کند
3. گسترشی: اغلب شامل افزایش یا کاهش پلکانی بخش معرف است.
4. تکمیلی: این بخش به گوشه‌ای خاص تعلق ندارد و معمولاً دارای جمله‌های تحریری در آواز، یا بافت مضرابی در ساز است.
5. پایانی: این بخش گوشه را «به ثمر می‌رساند» یعنی برای اتمام آماده می‌کند؛ از آنجا که بیشتر گوشه‌ها روندی بالا رونده دارند بخش پایانی معمولاً به سرود یک فرود پایین رونده اجرا می‌شود
6. ختم: جمله‌ای کوتاه و قاطع با قابلیت پایان‌دهندگی گوشه

### طبقه‌بندی
تمام گوشه‌ها به یک اندازه توانایی آن را دارند که یک قطعهٔ موسیقی از آن‌ها خلق شود، و اگر چه در ردیف به شکلی مشخص آموزش داده می‌شوند اما همه‌شان زمینه‌ساز بداهه‌نوازی و خلق آهنگ‌های جدید هستند. با این حال، طبقه‌بندی‌های مختلفی برای گوشه‌ها در موسیقی ایرانی مطرح شده‌است.
ژان دورینگ گوشه‌ها را به سه گروه تقسیم می‌کند:
1. شاه‌گوشه‌ها: گوشه‌های بزرگی که دارای درآمد و دیگر بخش‌ها (مانند فرود) هستند و می‌توانند دارای چند مقام باشند؛
2. گوشه‌هایی که یک بخشی هستند اما بیشتر از یک ملودی یا انگاره دارند؛
3. گوشه‌هایی که تنها یک انگاره یا ملودی کوچک دارند.

برونو نتل به نقل از منوچهر صادقی گوشه‌ها را به سه دسته تقسیم می‌کند:
1. شاه‌گوشه‌ها، گوشه‌هایی هستند که بیشتر از بقیه شناخته شده‌اند، طولانی‌تر از بقیه نواخته می‌شوند و نمایانگر دستگاه‌ها هستند؛ به عبارت دیگر این گوشه‌ها استخوان‌بندی ردیف را تشکیل می‌دهند؛
2. گوشه‌های دیگری که مانند زردپی، فاصلهٔ بین این استخوان‌بندی را پر می‌کنند و معمولاً موضوع بداهه‌نوازی هستند؛
3. گوشه‌های ثابت، که گوشه‌هایی هستند که معمولاً کوتاه نواخته می‌شوند و موضوع بداهه‌نوازی نیستند.

برای مثال صادقی در دستگاه شور، گوشه‌های درآمد، شهناز، قرچه، رضوی، و حسینی را جزو گوشه‌های اصلی یا شاه‌گوشه‌ها می‌داند، گوشه‌های رهاوی، کرشمه، سلمک، ملا نازی، خارا، قجر، و بیات کرد را در درجهٔ دوم اهمیت قرار می‌دهد، و گوشه‌های دوبیتی، گریلی، و مثنوی را جزو گوشه‌های ثابت (در درجهٔ سوم اهمیت) قلمداد می‌کند.
گوشه‌های طولانی‌تر گاهی به چند «قسمت» تقسیم می‌شوند که هر کدام جداگانه شرح و آموزش داده می‌شوند. معمولاً این قسمت‌ها توالی مشخصی دارند، و در یک اجرای موسیقی تمامشان به کار می‌روند. معمولاً این قسمت‌ها چارچوبی مشابه دارند اما تفاوتی اندک در ساختار آن‌ها، باعث تمیز دادنشان از هم می‌شود. در مقابل، گوشه‌های دیگر هم وجود دارند که به بیش از یک شکل در یک دستگاه به کار می‌روند. به این شکل‌های مختلف یک‌گوشه، «نوع» گفته می‌شود. گوشه‌هایی که چند نوع دارند، به نوازنده آزادی عمل بیشتری می‌دهند و زمینه را برای بداهه‌نوازی فراهم می‌کنند؛ مثلاً بیشتر دستگاه‌ها بیش از یک درآمد دارند (برای نمونه در ردیف برومند، برای دستگاه شور و چهارگاه هر کدام چهار درآمد معرفی شده‌است).
هرمز فرهت از لفظ «تکه» برای توصیف گوشه‌هایی استفاده می‌کند که کوتاه هستند، در دستگاه‌های مختلفی یافت می‌شوند، و بسیار پیش می‌آید که در اجرای یک دستگاه به کلی اجرا نشوند. اما برونو نتل به این تقسیم‌بندی نقد وارد می‌کند چرا که برخی گوشه‌های کوتاه دیگر (نظیر گوشهٔ نهیب) که در دستگاه‌های مختلف دیده می‌شوند را فرهت تکه ننامیده‌است. از دیدگاه نتل، تقسیم‌بندی گوشه‌ها بر اساس طول، حضور در دستگاه‌های مختلف، یا میزان تنوع در اجرا کافی نیست، و برای ارائهٔ یک تقسیم‌بندی جامع از گوشه‌ها باید چندین پارامتر را در نظر گرفت: فراگیری و کاربرد گوشه در یک دستگاه، کاربرد در دستگاه‌های مختلف، انعطاف گوشه در دستگاه‌های دیگر برای شبیه‌تر شدن به ساختار مدال آن دستگاه، ضرب‌آهنگ، اندازه یا طول مدت اجرا، تعداد قسمت‌ها، انواع مختلف یک‌گوشه.بر همین اساس، او گوشه‌ها را به دوازده دسته تقسیم می‌کند:
1. درآمدها: گوشه‌هایی که معمولاً در تمام اجراها اجرا می‌شوند و معمولاً در جایی به جز در دستگاه خودشان اجرا نمی‌شوند. این گوشه‌ها نمایانگری دستگاهی هستند که به آن تعلق دارند.
2. گوشه‌هایی که معمولاً مستقل اجرا می‌شوند و ممکن است در حال تبدیل به دستگاهی مستقل باشند (مانند شوشتری که در حال جدا شدن از دستگاه همایون است، یا بیات کرد که در حال استقلال از دستگاه شور است. (برونو نتل چند مثال هم از منوچهر صادقی نقل می‌کند: گوشهٔ عشاق از آواز دشتی و بیات اصفهان، و گوشهٔ مخالف از دستگاه سه‌گاه، و گوشهٔ عراق از دستگاه ماهور).
3. گوشه‌های دارای چند قسمت، که نقشی مهم در ردیف و در اجرا ایفا می‌کنند. مثال‌های آن عبارتند از گوشهٔ دلکش در دستگاه ماهور، گوشهٔ شهناز در دستگاه شور، و گوشهٔ بیداد در دستگاه همایون. برخی از این گوشه‌ها راهی برای پرده‌گردانی به یک دستگاه دیگر هستند.
4. گوشه‌هایی دارای چند قسمت که در دو دستگاه مرتبط دیده می‌شوند، نظیر گوشهٔ مخالف در دستگاه سه‌گاه، یا گوشهٔ مویه در دستگاه چهارگاه.
5. گوشه‌های کوتاه که فقط در یک دستگاه یافت می‌شوند، نظیر گوشهٔ خاوران در دستگاه ماهور، یا گوشه‌های گلریز و ملا نازی در دستگاه شور.
6. گوشه‌های که مشخصاً در دو دستگاه وجود دارند که یکی از آن‌ها نوا یا راست پنجگاه است (این دو دستگاه با دیگر دستگاه‌ها همپوشانی زیادی دارند)؛ برای نمونه نیشابورک (در ماهور و نوا)، بیات عجم (در همایون و راست پنجگاه)، گروه گوشه‌هایی که با نام نوروز شناخته می‌شوند (همایون و راست)، گروه گوشه‌هایی که راک نامیده می‌شوند (ماهور و راست)، قرچه (در شور و راست)، و مسیحی (در افشاری و نوا).
7. گوشه‌هایی کوتاه که تنها در یک دستگاه یافت می‌شوند و ضرب‌آهنگی مشخص دارند، نظیر مقدمهٔ گریلی (شور)، رجز (چهارگاه)، و چهارپاره (ماهور).
8. گوشه‌هایی که در سه دستگاه یافت می‌شوند؛ مثال‌ها عبارتند از عاشور، اصفهانک و محیر (در ماهور، نوا و راست)، حصار (در سه‌گاه، چهارگاه و ماهور)، و زابل (در چهارگاه، سه‌گاه و راست).
9. گوشه‌هایی که در چهار دستگاه یافت می‌شوند؛ مثال‌ها عبارتند از نیریز (در همایون، ماهور، نوا و راست)، و رهاب و عشاق (در بیات اصفهان، همایون، نوا و راست).
10. گوشه‌هایی کوتاه که در چهار دستگاه یافت می‌شوند و ضرب‌آهنگی مشخص دارند؛ تنها مثال عبارت است از زنگ شتر (در چهارگاه، سه‌گاه، همایون و راست).
11. گوشه‌هایی کوتاه که در پنج یا شش دستگاه یافت می‌شوند و ضرب‌آهنگی مشخص دارند و معمولاً بدون تغییر اجرا می‌شوند؛ شامل بسته نگار و دوبیتی.
12. گوشه‌هایی که در تمام دستگاه‌ها برشمرده می‌شوند، و گاهی در یک دستگاه نیز در چند جا برشمرده می‌شوند، شامل کرشمه و نغمه.

محمدرضا لطفی هم گوشه‌ها را به چهار دستهٔ کلی تقسیم می‌کند (و برای هر گروه از دستگاه ماهور مثال‌هایی می‌زند):
1. گوشه‌های مدار اصلی دستگاه: فواصل این گوشه‌ها تغییر نمی‌کند و بر فواصل اصلی دستگاه منطبق است. مثال: گوشه‌های داد، خسروانی، فیلی، زیرافکن، خاوران و طرب‌انگیز.
2. گوشه‌های مدار فرعی دستگاه: در این گوشه‌ها یک یا دو فاصله نسبت به فواصل اصلی دستگاه تغییر یافته‌اند. مثال: گوشهٔ شکسته که در ماهورِ دو، در آن می‌به می کرن کاهش یافته‌است. طول این گوشه‌ها از گوشه‌های مدار اصلی طولانی‌تر است و در انتهای آن‌ها نوازنده یا خواننده باید به گوشه‌های ردیف اصلی «فرود» کند. دیگر مثال‌ها عبارتند از: دلکش، عراق، راک، آشور آوند.
3. گوشه‌های ضربی: این گوشه‌ها پایهٔ ضربی دارند و گاهی‌سازی هستند و گاهی آوازی که در حالت دوم ضرب‌آهنگشان با وزن شعر مطابقت دارد؛ مثال: کرشمه ماهور، نصیرخانی، چهارباغ، نیشابورک.
4. گوشه‌های تزئینی و کوچک: این گوشه‌ها یک ملودی شاخص دارند که به آن «حالت» گفته می‌شود؛ حالت در واقع گوشهٔ اصلی را به شکلی نوین تبدیل می‌کند. برای مثال در گوشهٔ داد، تحریرهایی مبتنی بر شور پایین و گوشهٔ زابل در دستگاه چهارگاه اجرا می‌شود.

لطفی در دسته‌بندی دیگری، گوشه‌ها را به ترتیب زیر از هم تفکیک می‌کند:
1. گوشه‌های ساختاری
2. گوشه‌های کیفیتی-حالتی: که متکی به گوشه‌های ساختاری هستند.
3. گوشه‌های ضربی و ریتمیک: که متکی به گوشه‌های ساختاری هستند.
4. گوشه‌های صرفاُ ملودیک: مانند گوشهٔ مثنوی.
5. کوشه‌های ارتباطی و اتصالی: برای انتقال از پرده‌ای به پرده‌ای دیگر به کار می‌روند.

### ترتیب گوشه‌ها
فرهت معتقد است ترتیب گوشه‌ها در ردیف بیشتر از آن که بر اساس منطق باشد، بر اساس سنت است. تقریباً در تمام ردیف‌ها برای هر یک از دستگاه‌ها یک یا چند گوشه به اسم درآمد تعریف می‌شود. این گوشه معمولاً در ابتدای اجرای دستگاه یا در انتهای اجرای گوشه‌های دیگر نواخته می‌شود و نقش آن تأکید بر فضای تونالِ حول و حوش نت پایه دستگاه است. تنها استثنای مهم این قاعده، در آواز دشتی است (که توسط برخی، یک دستگاه دانسته می‌شود) چرا که این آواز درآمد ندارد و معمولاً با گوشه‌ای به نام «حاجیانی» آغاز می‌شود.
بقیهٔ گوشه‌های یک دستگاه معمولاً با یک ترتیب مشخص در ردیف معرفی می‌شوند و این ترتیب بین ردیف‌های مختلف کمابیش یکسان است. معمولاً ترتیب گوشه‌ها در ردیف به شکل بالارونده (از گوشه‌های بمتر به گوشه‌های زیرتر) است. برای مثال، در بیشتر ردیف‌ها، گوشه‌های دستگاه چهارگاه به این ترتیب معرفی می‌شوند: درآمد (متکی بر نت پایهٔ دستگاه)، زابل (متکی بر درجهٔ سوم)، حصار (درجهٔ پنجم)، مخالف (درجهٔ ششم)، مویه (درجهٔ چهارم)، مغلوب (درجهٔ هشتم، به خصوص بازهٔ درجات پنجم تا هشتم)، و منصوری (درجهٔ هشتم، به خصوص بازهٔ درجات هفتم تا دهم). در انتهای ردیفِ یک دستگاه، معمولاً یک یا چند گوشه با نام فرود معرفی می‌شوند که وظیفه‌شان بازگرداندن موسیقی به درجهٔ اول دستگاه است؛ مثلاً در دستگاه چهارگاه، می‌توان از منصوری به درآمد فرود آمد. گوشه‌های فرود یک نقش دیگر هم دارند و آن بازگشت از دستگاهی دیگر به دستگاه اولیه است؛ مثلاً وقتی از دستگاه چهارگاه با استفاده از گوشه‌های حصار یا مویه به دستگاهی دیگر پرده‌گردانی شود، می‌توان دوباره با کمک گوشهٔ فرود، به چهارگاه بازگشت. برخلاف گوشه‌هایی نظیر حصار یا مویه که معمولاً نت‌هایی خارج از چارچوب اصلی دستگاه را در خود دارند (و از همین طریق امکان پرده‌گردانی را فراهم می‌کنند)، درآمد و فرود معمولاً نت‌هایشان محدود به نت‌های اصلی دستگاه است. گوشهٔ فرود را همهٔ ردیف‌ها برای همهٔ دستگاه‌ها تعریف نمی‌کنند و بسیار پیش می‌آید که فرودهای کوتاهی که در انتهای اجرای یک گوشهٔ دیگر اجرا می‌شوند را یک گوشهٔ مستقل در نظر نگیرند.
ردیف موسیقی ایرانی معمولاً به صورت یک مجموعهٔ واحد و متحد تدریس می‌شود و استادان ردیف معمولاً روی ترتیب دستگاه‌ها و گوشه‌ها حساسیت دارند. در برخی موارد این ترتیب، با ترتیب اجرای گوشه‌ها تناسب دارد؛ مثلاً گوشه‌های حصار و مخالف در دستگاه چهارگاه معمولاً در ردیف‌ها کنار هم می‌آیند، همچنان که در اجرا نیز معمولاً نقشی مکمل دارند و یکی پس از دیگری اجرا می‌شوند. همچنین برخی گوشه‌های ریتمیک (مثلاً «پیش زنگوله» در دستگاه سه‌گاه و چهارگاه) غالباً پیش از گوشه‌های مرتبطی که کمتر ریتمیک هستند اجرا می‌شوند (در این مثال، «زنگوله») و در ردیف هم کنار هم آموخته می‌شوند.
برونو نتل معتقد است که آن دسته از گوشه‌ها که عموماً به صورت مستقل نواخته می‌شوند، ممکن است در مسیر تبدیل شدن به یک دستگاه مستقل باشند. او دو مثال از خودش در اینجا مطرح می‌کند (شوشتری را در حال جدا شدن از دستگاه همایون و تبدیل به یک دستگاه جدا توصیف می‌کند و همین رابطه را برای بیات ترک و دستگاه شور مطرح می‌کند) و چند مثال هم از منوچهر صادقی نقل می‌کند (گوشهٔ عشاق از آواز دشتی و بیات اصفهان، و گوشهٔ مخالف از دستگاه سه‌گاه، و گوشهٔ عراق از دستگاه ماهور). از دیدگاه تحلیل ردیف، این مسئله حائز اهمیت است چرا که به روند تحول ردیف در طول تاریخ اشاره می‌کند. با این حال، بیشتر منابع معتبر تحلیل ردیف که بعد از آثار برونو نتل نوشته شده‌اند، چنین انشعابی و شکل‌گرفتن گوشه‌های جدید را قبول ندارند. برای مثال طلایی در کتاب تحلیل ردیف از هفت دستگاه اصلی (شور، سه‌گاه، نوا، همایون، چهارگاه، ماهور و راست پنجگاه) و شش آواز (شامل بیات کرد، دشتی، بیات ترک، ابوعطا، افشاری، و بیات اصفهان) نام می‌برد. فخرالدینی هم در کتاب تجزیه و تحلیل و شرح ردیف موسیقی ایران از همان هفت دستگاه نام می‌برد و آوازهای ابوعطا، افشاری، بیات ترک و دشتی را جزو متعلقات دستگاه شور، و آواز بیات اصفهان را به عنوان یکی از مشتقات دستگاه همایون نام می‌برد (فخرالدینی بیات کرد را جزئی از آواز دشتی می‌داند).

### اشتراکات و تفاوت‌های گوشه‌ها
به جز درآمد و فرود که تقریباً در تمام دستگاه‌ها وجود دارند (اگر چه درآمد و فرود هر دستگاه با دیگری متفاوت است)، گوشه‌های دیگری نیز هستند که در چندین دستگاه نام برده می‌شوند. برای مثال گوشهٔ کرشمه در تمام دستگاه‌ها وجود دارد و گوشهٔ زنگوله نیز در شش دستگاه، و جامه‌دران در چهار دستگاه برشمرده می‌شود. به عقیدهٔ گن‌ایچی تسوگه، گوشهٔ کرشمه در حقیقت یک گوشهٔ ضربی است که در آن شاه‌گوشهٔ هر دستگاهی نواخته می‌شود. هرمز فرهت برای توصیف گوشه‌های خُردی که در دستگاه‌های زیادی اجرا می‌شوند و گاهی کلاً اجرا نمی‌شوند از لفظ «تکه» استفاده می‌کند؛ اما برونو نتل می‌نویسد که بین همین تکه‌ها هم از لحاظ تعداد دستگاه‌هایی که در آن یافت می‌شوند تفاوت هست و این که برخی گوشه‌های کوتاه دیگر (نظیر گوشهٔ نهیب) که در دستگاه‌های مختلف دیده می‌شوند را فرهت تکه ننامیده‌است، مورد نقد قرار می‌دهد.
گوشه‌های مختلف از نظر طول (مدت زمانی که در ردیف‌نوازی به آن‌ها اختصاص داده شده) نیز با هم تفاوت دارند؛ برخی گوشه‌ها معمولاً ظرف ده تا بیست ثانیه نواخته می‌شوند اما برای برخی دیگر گاهی سه تا پنج دقیقه زمان در ردیف‌نوازی صرف می‌شود؛ مثلاً در دستگاه شور، گوشه‌های سلمک، رضوی و شهناز در تمام ردیف‌ها طولانی‌تر هستند و گوشه‌های زیرکش سلمک و گلریز کوتاه‌تر. در برخی از ردیف‌ها، گوشه‌های طولانی‌تر به چند «قسمت» تقسیم می‌شوند که هر کدام جداگانه شرح و آموزش داده می‌شوند. این قسمت‌ها معمولاً توالی مشخصی دارند و در یک اجرای موسیقی تمامشان به کار می‌روند؛ همچنین چارچوبی مشابه دارند اما تفاوتی اندک در ساختار آن‌ها، باعث تمیز دادنشان از هم می‌شود. در مقابل، گوشه‌های دیگر هم وجود دارند که به بیش از یک شکل در یک دستگاه به کار می‌روند. به این شکل‌های مختلف یک گوشه، «نوع» گفته می‌شود. گوشه‌هایی که چند نوع دارند، به نوازنده آزادی عمل بیشتری می‌دهند و زمینه را برای بداهه‌نوازی فراهم می‌کنند؛ مثلاً بیشتر دستگاه‌ها بیش از یک درآمد دارند (برای نمونه در ردیف برومند، برای دستگاه شور و چهارگاه هر کدام چهار درآمد معرفی شده‌است).
گوشه‌های زیادی هستند که در بیش از یک دستگاه نام برده می‌شوند؛ این شامل گوشه‌هایی است که در دستگاه‌های مختلف یکسان اجرا می‌شوند اما نام متفاوتی می‌گیرند، همچنین گوشه‌هایی که نام یکسان دارند اما اجرایشان (مثلاً از نظر ریتمیک، یا از نظر فواصل بین نت‌ها) متفاوت است، و نیز گوشه‌هایی که نامشان یکسان و اجرایشان نیز مشابه است. برای مثال، برونو نتل در تحلیل ردیف جواد معروفی، ۱۵۲ گوشه شناسایی می‌کند (این شامل درآمدها هست، اما ساختارهای کوچک‌تر از گوشه و چهارمضراب‌ها را شامل نمی‌شود)؛ از این بین، ۴۵ گوشه در بیش از یک دستگاه آمده‌اند. تعداد گوشه‌های اشتراکی در دستگاه نوا و راست پنجگاه به ترتیب ۱۲ و ۱۹ مورد است، اما باید به خاطر داشت که برخی صاحب‌نظران این دستگاه‌ها را عمدتاً مجموعه‌ای وام گرفته از دستگاه‌های دیگر می‌دانند. گوشه‌های اشتراکی در دستگاه همایون ۱۴ و در دستگاه ماهور ۱۲ عدد هستند و در خانوادهٔ دستگاه شور، این عدد کوچک‌تر است (۷ تا در شور، ۴ تا در ابوعطا، ۴ تا در افشاری، ۳ تا در بیات ترک، و هیچ در دشتی). نتل همچنین ردیف آوازی عبدالله دوامی را از همین جهت بررسی می‌کند؛ این ردیف که در کل ۹۲ گوشه دارد، شامل ۲۵ گوشه می‌شود که در بیش از یک دستگاه قرار دارند و نتل الگوی کلی اشتراکات آن‌ها را شبیه الگویی که در ردیف معروفی ذکر شد می‌یابد.
اشتراکات بین دستگاه‌هایی که در درجهٔ کمتری از اهمیت هستند (نظیر نوا و راست پنجگاه) بیشتر هستند و دستگاه شور که از دید بسیاری مهم‌ترین دستگاه در ردیف موسیقی ایرانی دانسته می‌شود، اشتراکات کمی با دستگاه‌های دیگر دارد.

### پرده‌گردانی
پرده‌گردانی یا مدولاسیون به تغییر از یک دستگاه به دستگاه دیگر گفته می‌شود. در موسیقی ایرانی، برخی از گوشه‌های هر دستگاه این قابلیت را دارند که زمینهٔ پرده‌گردانی به دستگاهی دیگر را فراهم کنند. برای مثال در دستگاه ماهور، گوشهٔ دلکش (که در آن درجهٔ ششم و هفتم کاسته است)، یا در دستگاه چهارگاه، گوشهٔ حصار (که درجهٔ چهارمش کاسته و درجهٔ پنجمش افزوده است) و نیز گوشهٔ مویه (که درجهٔ چهارمش کاسته‌است) چنین خاصیتی دارند. گوشه‌هایی که زمینهٔ پرده‌گردانی را فراهم می‌کنند معمولاً گوشه‌هایی طولانی هستند و نوازندگان و خوانندگان آن‌ها را گوشه‌هایی مهم می‌دانند. همچنین معمولاً این گوشه‌ها در ابتدا یا انتهای دستگاه نیستند و در بخش‌های میانی جای دارند. تعداد گوشه‌هایی که قابلیت پرده‌گردانی دارند، از دستگاهی به دستگاه دیگر تفاوت دارد؛ مثلاً در چهارگاه عملاً تنها دو گوشهٔ حصار و مویه این قابلیت را دارند، اما در ماهور، از بین ۵۸ گوشه‌ای که در ردیف جواد معروفی آمده، ۲۳ گوشه درجاتشان با درجهٔ اصلی ماهور (که شبیه گام بزرگ در موسیقی غربی است) تفاوت دارد و قابلیت پرده‌گردانی دارند، از جمله دلکش، شکسته، حاجی حسنی، طرب‌انگیز، نی‌ریز، سروش، عراق، مُحَیّر، بسته‌نگار، تمام گوشه‌های خانوادهٔ راک (نظیر راک هندی، راک کشمیر و غیره)، صوفی‌نامه و حَربی.
برونو نتل با استناد به تحقیقات دیگران نشان داده‌است گوشه‌هایی که قابلیت پرده‌گردانی دارند، در قرن اخیر بیشتر مورد توجه بوده‌اند، چنان‌که حتی برخی از آن‌ها به‌طور مستقل از دستگاهی که به آن وابسته بودند، اجرا می‌شوند و در حال تبدیل به یک دستگاه مستقل هستند؛ از این جمله می‌توان به بیات کرد اشاره کرد (مشتق از دستگاه شور، با افزودن درجهٔ پنجم به اندازهٔ نیم پرده). برخی محققان دیگر از جمله ژان دورینگ و هرمز فرهت هم به این روند شکل‌گیری دستگاه‌های جدید صحه گذاشته‌اند.

### ضرب‌آهنگ
بیشتر گوشه‌ها ساختار ریتمیک مشخصی ندارند، و ردیف نیز به عنوان یک مجموعه، روی ضرب‌آهنگ متمرکز نیست. با این حال برخی گوشه‌ها (نظیر رِنگ‌ها یا چهارمضراب‌ها) به خاطر ضرب‌آهنگ مشخص‌شان شناخته شده‌اند و از همین رو برخی صاحب‌نظران در این که این گوشه‌ها در ردیف موسیقی جا دارند یا نه تشکیک کرده‌اند. این گوشه‌ها معمولاً با صفت «ضربی» شناخته می‌شوند. الگوی ریتمیک ردیف‌های آوازی، مبتنی بر ضرب‌آهنگ اشعار فارسی و عربی است، اما در اجراهای غیر آوازی الگوهای ریتمیک دیگری نیز دیده می‌شود.
گوشه‌هایی که ضرب‌آهنگ مشخص‌تری دارند معمولاً نقش جزئی‌تری در ردیف دارند. برای نمونه گوشهٔ کرشمه معمولاً بعد از یک گوشهٔ غیر ریتمیک اجرا می‌شود و خصوصیات آن را وام می‌گیرد تا با ضرب‌آهنگ مخصوص خود بیامیزد. همین در مورد گوشهٔ نغمه نیز رخ می‌دهد که معمولاً مبتنی بر یک الگوی ضربان‌دار بین دو یا چند نت اجرا می‌شود. هرمز فرهت این گوشه‌ها را در چارچوب مفهوم «تکه» طبقه‌بندی می‌کند.

## نامگذاری گوشه‌ها
نام برخی گوشه‌ها احتمالاً مرتبط است با نام کسی که آن‌ها را ایجاد کرده یا در ردیف آورده‌است؛ مثلاً نام گوشهٔ «راک عبدالله» احتمالاً نشان‌دهندهٔ رابطهٔ آن با میرزاعبدالله است.
نام برخی گوشه‌های مرتبط، نزدیک به هم است مثل گوشه‌های راک هندی، راک کشمیر و راک عبدالله در دستگاه ماهور که همگی از یک خانواده هستند. در مقابل، برخی گوشه‌هایی که نام نزدیک به هم دارند، با هم ارتباط موسیقایی زیادی ندارند، مانند گوشه‌های نیشابور و نیشابورک در دستگاه شور.
برخی گوشه‌ها، معمولاً پیش از گوشه‌ای دیگر نواخته می‌شوند و به همین دلیل به صورت گوشه‌ای مستقل با پیشوند «درآمد» یا «پیش» نامگذاری می‌شوند، مانند گوشه‌های «پیش سلمک» یا «درآمد خارا» در دستگاه شور. اما تمام مواردی که چنین پیشوندی دارند لزوماً گوشه‌ای مستقل دانسته نمی‌شوند؛ مثلاً در ردیف سنتور ابوالحسن صبا، «درآمد رهاوی» یک گوشهٔ مستقل از رهاوی نیست و صرفاً قسمت اول همان گوشه است.